# Маринчо Караконовски
Маринчо Кочев Карконовски е български търговец и дарител.

## Биография
Маринчо Караконовски е роден през 1850 г. в град Ловеч. Произхожда от семейство на занаятчия табак.
Завършва Ловешкото класно училище. Учи шивашки занаят. Активно се включва в семейната търговия с кожи. Нейните пазари са в Русия, Румъния и Македония. Издига се до положението на пръв търговец в Ловеч. Народен представител в X Обикновено народно събрание.
Прави големи дарения в полза на ловешките граждани за ранени войници в Първата световна война и Ловешкото държавно педагогическо училище. Създава семеен фонд „Марийка и Маринчо Караконови“. Чрез него дарява цялото си движимо и недвижимо имущество за обществени нужди. Сумата от 500 хиляди лева завещава „да се построи в града Кожарско техническо училище“. Волята на дарителя е изпълнена и през 1928 г. отваря врати за първия си випуск Кожарския техникум. Днес носи името на дарителите – Професионална гимназия по кожарство, облекло и химични технологии „Марийка и Маринчо Караконови“.
Родство: брат Васил Караконовски – български лекар и общественик, брат Борис Караконовски – български историк, етнограф и картограф, син Христофор Караконовски – български офицер, подполковник.